# 사라 로렌
사라 로렌(Sara Loren, 1985년 7월 2일 ~ )은 파키스탄의 배우, 모델이다.